# Bitburger Braugruppe
Die Bitburger Braugruppe GmbH ist eine deutsche Brauereigruppe mit Sitz in Bitburg in der Eifel. Sie ging aus der Bitburger Brauerei hervor und ist ein Schwesterunternehmen der Bitburger Holding. Die Dachgesellschaft für die Bitburger Braugruppe und die Bitburger Holding ist die Th. Simon GmbH & Co. KG, in der die Familie Simon ihre gemeinsamen unternehmerischen Aktivitäten gebündelt hat. 

## Geschichte
Die Bitburger Brauerei wurde 1817 „vor dem Schaakentore“ in Bitburg durch den damals 33-jährigen Brauer und Gutsbesitzer Johann Peter Wallenborn gegründet.
Seit Ende der 1980er Jahre erweiterte die Bitburger Brauerei ihr Produktportfolio durch Zukäufe anderer Brauereien. In diesem Zuge wurde die Schultheis Brauerei aus Weißenthurm übernommen. 1991 übernahm sie die Köstritzer Schwarzbierbrauerei in Thüringen. Das Köstritzer Schwarzbier hatte trotz großer Tradition kaum noch Marktbedeutung, bis 1993 die bundesweite Einführung von Original Köstritzer Schwarzbier folgte.
1994 schaffte Bitburger mit einer neuen Außenwerbung ein einheitliches Erscheinungsbild in der Gastronomie und unterstützte das Formel-1-Team Benetton mit Michael Schumacher, der im selben Jahr als erster Deutscher die Weltmeisterschaft gewann.
2002 übernahm Bitburger die Wernesgrüner Brauerei, die aber 2020 an Carlsberg weiterverkauft wurde. 2004 wurden die König-Brauerei in Duisburg (Nordrhein-Westfalen) und die Licher Privatbrauerei in Hessen übernommen. Im selben Jahr wurde die Marke Schultheis aufgegeben und das Brauerei-Gelände verkauft.
Im Januar 2014 verhängte das Bundeskartellamt gegen die Bitburger Gruppe und drei weitere Brauereien wegen Preisabsprachen für Fass- und Flaschenbiere in einem Bierkartell von 2006 bis 2008 eine Strafzahlung von 106,5 Millionen Euro. 2010 übernahm Bitburger die nationalen Vertriebsrechte der Marken Königsbacher und Nette Edel Pils, während der internationale Vertrieb bei der Karlsberg Brauerei verblieb. Nach der Insolvenz der Koblenzer Brauerei im Januar 2024 werden beide Biere in Bitburg gebraut.
Im August 2018 gründete die Bitburger Braugruppe zusammen mit der Krombacher Brauerei und der Coca-Cola European Partners Deutschland das Joint-Venture-Unternehmen Kollex für eine Zusammenarbeit im Bereich digitale Services für den Getränkefachgroßhandel und den Außer-Haus-Markt.

## Marken und Produkte
Zur Braugruppe gehören die Marken Bitburger, König Pilsener, Köstritzer, Licher, die beiden regionalen Marken Königsbacher und Nette Pils sowie die Malzbier-Marke Kandi Malz. Darüber hinaus besteht eine Vertriebspartnerschaft mit der Benediktiner Weißbräu GmbH.
Die Barth-Haas-Group listete Bitburger im Hopfen Bericht 2023/24 auf Platz 32 der 40 größten Brauereigruppen der Welt.

## Crew Republic
Die CREW Republic Brewery (Unterschleißheim) wurde 2011 gegründet und nahm 2015 den Braubetrieb auf. Seit Anfang 2022 ist die Bitburger Braugruppe an Crew Republic beteiligt.